# Karelska brödraskapet
Karelska brödraskapet, på finska Karjalan veljeskunta var en organisation som grundades 1907 som ett rysk-ortodoxt sällskap. Dess mål var russifiering av Karelens ortodoxa befolkning.
Organisationen leddes av biskop Kyprianos (Kiprian). Den upphörde i samband med Finlands självständighet 1917.